# Ungarische Badmintonmeisterschaft 2024
Die Ungarische Badmintonmeisterschaft 2024 fand am 3. und 4. Februar 2024 in Pécs statt.

## Sieger und Platzierte
| Disziplin    | Gold                            | Silber                         | Bronze                               |
| ------------ | ------------------------------- | ------------------------------ | ------------------------------------ |
| Herreneinzel | Márton Szerecz                  | Ádám Könczöl                   | Kristóf Tóth                         |
| Herreneinzel | Márton Szerecz                  | Ádám Könczöl                   | Milán Mesterházy                     |
| Dameneinzel  | Daniella Gonda                  | Mónika Szőke                   | Alíz Simon                           |
| Dameneinzel  | Daniella Gonda                  | Mónika Szőke                   | Zsófi Szabó                          |
| Herrendoppel | Miklós Kis-Kasza Daniella Gonda | Márton Szerecz Zoltán Kereszti | Csanád Horváth Milán Mesterházy      |
| Herrendoppel | Miklós Kis-Kasza Daniella Gonda | Márton Szerecz Zoltán Kereszti | Barnabás Tóth Kristóf Tóth           |
| Damendoppel  | Daniella Gonda Mónika Szőke     | Petra Hart Zsófi Szabó         | Etelka Panna Karalyos Hédi Dorozsmai |
| Damendoppel  | Daniella Gonda Mónika Szőke     | Petra Hart Zsófi Szabó         | Kata Kustán Noémi Kustán             |
| Mixed        | Miklós Kis-Kasza Daniella Gonda | Csanád Horváth Petra Hart      | Balázs Pápai Luca Pápai              |
| Mixed        | Miklós Kis-Kasza Daniella Gonda | Csanád Horváth Petra Hart      | Bence Fazekas Nikol Szabina Vetor    |